# Брюховицька сільська рада
| Брюховицька сільська рада — колишній орган місцевого самоврядування у Перемишлянському районі Львівської області з адміністративним центром у с. Брюховичі. Історична дата утворення: в 1940 році. Водоймища на території, підпорядкованій даній раді: річка Гнила Липа. Сільській раді були підпорядковані населені пункти: - с. Брюховичі - с. Білка - с. Костенів |

## Склад ради
Рада складалася з 18 депутатів та голови.

### Керівний склад ради
| ПІБ                     | Основні відомості                                                                            | Дата обрання | Дата звільнення |
| ----------------------- | -------------------------------------------------------------------------------------------- | ------------ | --------------- |
| Лука Іван Мар'янович    | Сільський голова, 1960 року народження, освіта, член народної партії                         | 26.03.2006   | 31.10.2010      |
| Лука Іван Мар'янович    | Сільський голова, 1960 року народження, освіта, член народної партії                         | 26.03.2006   | 31.10.2010      |
| Якимів Михайло Іванович | Сільський голова, 1961 року народження, освіта вища, член Конгресу Українських Націоналістів | 31.10.2010   |                 |

Примітка: таблиця складена за даними джерела